# Gustavo Scholtis
Gustavo Scholtis (ur. 16 grudnia 1982 w Córdobie) – argentyński siatkarz, grający na pozycji atakującego. Obecnie występuje w drużynie UPCN Vóley Club.

## Sukcesy klubowe
Mistrzostwo Argentyny:
- 2017
- 2003

Superpuchar Hiszpanii:
- 2003

Mistrzostwo Hiszpanii:
- 2004

Mistrzostwo Grecji:
- 2007

Puchar ACLAV:
- 2011
- 2010

Puchar Master:
- 2017
- 2015

Klubowe Mistrzostwa Ameryki Południowej:
- 2017

## Sukcesy reprezentacyjne
Mistrzostwa Ameryki Południowej:
- 2007, 2009